# Москва на Гудзоні
«Москва на Гудзоні» — комедійна драма 1984 року. У фільмі знявся Робін Вільямс у ролі Владіміра Іванова — радянського циркового музиканта-саксофоніста, який, потрапивши у США, не бажає повертатись на батьківщину.
У фільмі також дебютувала Марія Кончита Алонсо.

## Сюжет
Саксофоніст оркестру московського цирку Владімір Іванов часто спілкувався зі своїм другом клоуном Анатолієм про труднощі проживання у СРСР та мріяли про свободу. Їхній цирковій трупі випадає можливість поїхати на гастролі у Нью-Йорк, США.
Анатолій, який пристрасно мріяв покинути СРСР, планує свою втечу під час виступу на манежі. Але всюдисущі агенти КДБ та партійні керівники перешкоджають втечі.
За іронією долі, Владімір, який був конформістом та не вірив у можливість втечі, сам зважується на такий крок. Під час відвідин торговельного магазину, де всі були вражені множиною товару, Владімір використовує момент та втікає. Його втеча була помічена й, відповідно, привернула багато уваги охорони магазину, згодом поліції та всюдисущих журналістів. Завдяки цьому, Владімір залишається у США та знайомиться із майбутніми друзями: продавчинею з Італії Лючією Ломбардо, Лайонелом Візерспуном — охоронцем та адвокатом з Куби Орландо Раміресом.

## Концепція та знімання
Згідно зі словами режисера Мазурскі, ідея фільму з'явилась завдяки його дідусю, який емігрував з України через Росію близько 80 років до того.